# Old Town (Irlandia)
Old Town (irl. an Seanbhail) – wieś w południowej części hrabstwa Roscommon w Irlandii.